# Одеса 200 (яхта)
Одеса 200 — легендарна українська яхта класу Volvo Ocean 60, учасник навколосвітніх перегонів «Whitbread» (нині Volvo Ocean Race) 1993/1994 років.
Яхта була зпроектована спеціально для участі в перегонах «Whitbread». Конструктор — Ігор Сіденко, будівничий — Ігор Куторгін. Перший шкіпер — Анатолій Верба.  У 1994 році Одеса повинна була відзначати двохсот річний ювілей, тому яхта була названа на честь цієї події «Одеса 200».  Яхта «Одеса 200» будувалася в Росії, у Чкаловську, але закінчили будівництво і озброїли її в США. Яхта була спущена на воду і освячена священиками 4 християнських конфесій за участю активістів української діаспори Тампи. Звідти перегнали її до Англії для участі в перегонах «Whitbread».
Першим спонсором проекту виступила російська компанія «Волга-Буран». Після розпаду СРСР «Волга-Буран» поставила за умову продовження спонсорської допомоги участь яхти під прапором Росії. Цю умову було відхилено.
Значну спонсорську допомогу надали кілька міст США з назвою «Одеса». Тим не менше яхта будувалась в умовах обмеженого фінансування і стартувала в перегонах «Whitbread» лише через тиждень після офіційного старту.
В перегонах яхта пройшла 32 000 миль і дійшла до фінішу через 158 діб 4 години 34 хвилини та 40 секунд після старту перегонів. Яхта посіла 10-е місце.
Яхту «Одеса 200» купили у Туреччину і переобладнали в прогулянкове судно.

## Перший екіпаж[4]
- Анатолій Верба, (Одеса, Україна) (шкіпер)
- Олег Дорошенко, (Латвія)
- Володимир Кулініченко, (Одеса, Україна) (після першого етапу перейшов на «Гетьман Сагайдачний»)
- Сергій Ластовецький, (Київ, Україна)
- Маккензі Корін, (Ірландія)
- Пінк Тоні, (Велика Британія)
- Володимир Овчаренко, (Одеса, Україна)
- Волліс Браен, (Нова Зеландія)
- Гемфріс Конрад, (Велика Британія)
- Макс Пинс, (Австралія)
- Алексей Лавренов, (Одеса, Україна)
- Нік Нікольс, (США)
- Долф Дю Монт, (США)
- Рік Отт, (США)
- Том Тавлей, (США)
- Ігор Куторкін, (Одеса, Україна)
- Хіккей Оскар, (Ірландія)
- Дін Гербісон, (Нова Зеландія)
- Михайло Міхайлов, (Росія)